# Angelita (prénom)
Pour les articles homonymes, voir Angelita.

## Prénom
Angelita est un prénom féminin espagnol et portugais pouvant désigner :
- Angelita Alfaro (es) (née en 1941), cuisinière et auteure espagnole ;
- Angelita Castany (es) (1934-2020), actrice et danseuse cubaine ;
- Angelita Castro-Kelly (en) (1942-2015), physicienne et scientifique philippino-américaine ;
- Angelita Detudamo (en) (née en 1986), joueuse nauruan de tennis ;
- Angelita Feijó (pt) (née en 1968), actrice et présentatrice brésilienne ;
- Angelita Habr-Gama (pt), professeure brésilienne de chirurgie ;
- Angelita Lind (née en 1959), athlète portoricaine en demi-fond ;
- Angelita Martinez (pt) (1931-1980), actrice et chanteuse brésilienne ;
- Angelita Pardo (es) (1890-1988), chanteuse de folklore et actrice argentine ;
- Angelita Pires (de) (née en 1969), femme politique timoraise ;
- Angelita Rodríguez Preciado (ca) (1916-1999), femme politique espagnole ;
- Angelita Rosal (en) (née en 1951), joueuse américaine de tennis de table ;
- Angelita Trujillo (en) (née en 1939), écrivaine dominicaine ;
- Angelita Vargas (en) (née en 1946), danseuse de flamenco espagnole.